# 盧氏中間麗魚
盧氏中間麗魚（学名：Interochromis loocki）為輻鰭魚綱鱸形目隆頭魚亞目慈鯛科的其中一種，分布於非洲坦干伊喀湖流域，體長可達10.5公分，棲息在底中層水域，以有機碎屑為食，生活習性不明。